# Rokkaku-dō

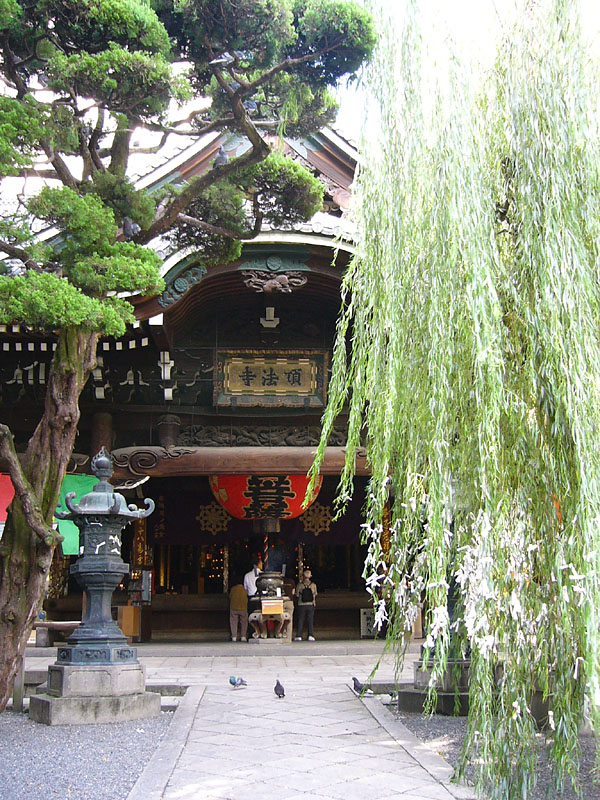
Haupthalle des Rokkadu-dō

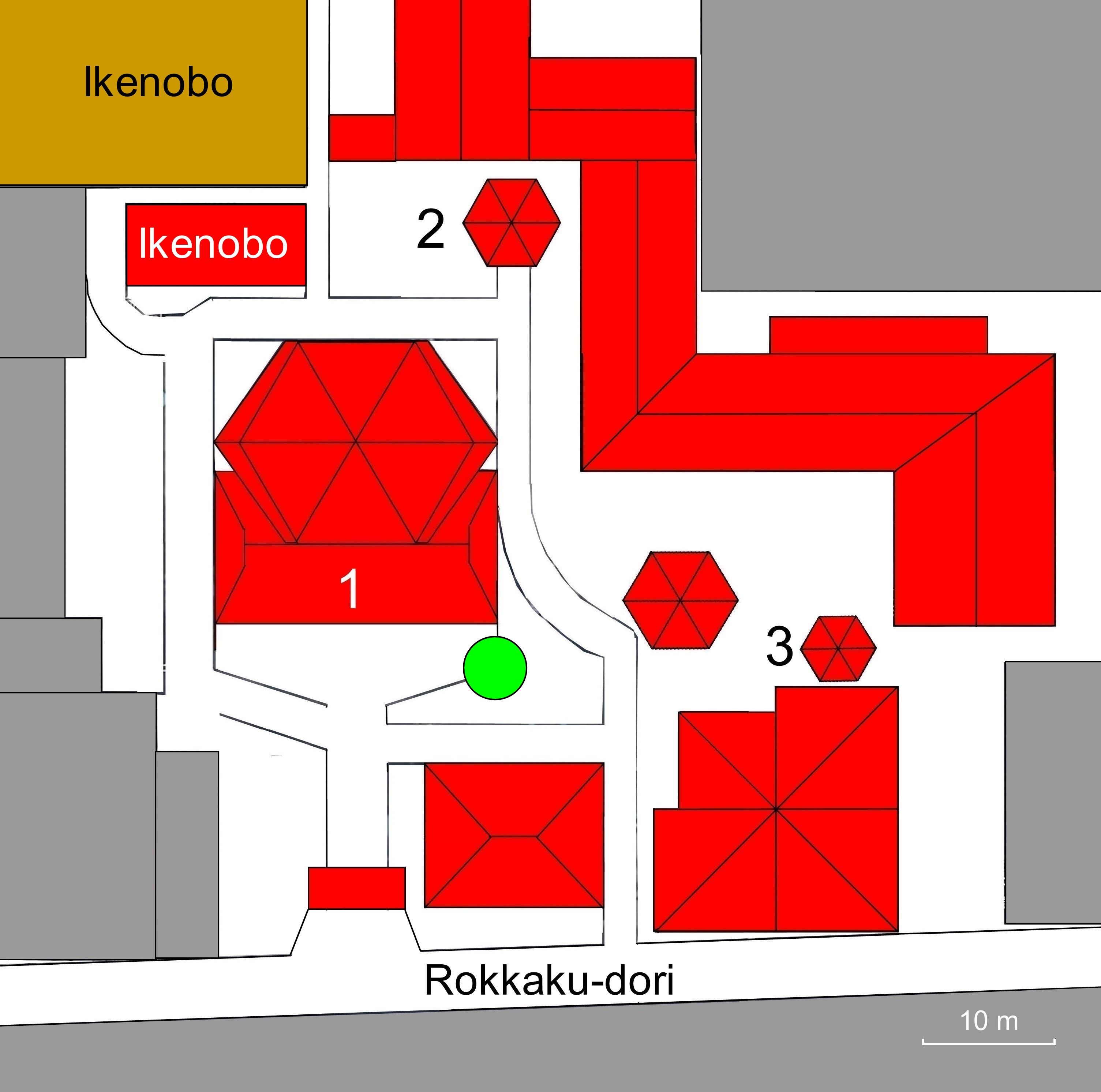
Plan des Tempels (s. Text)

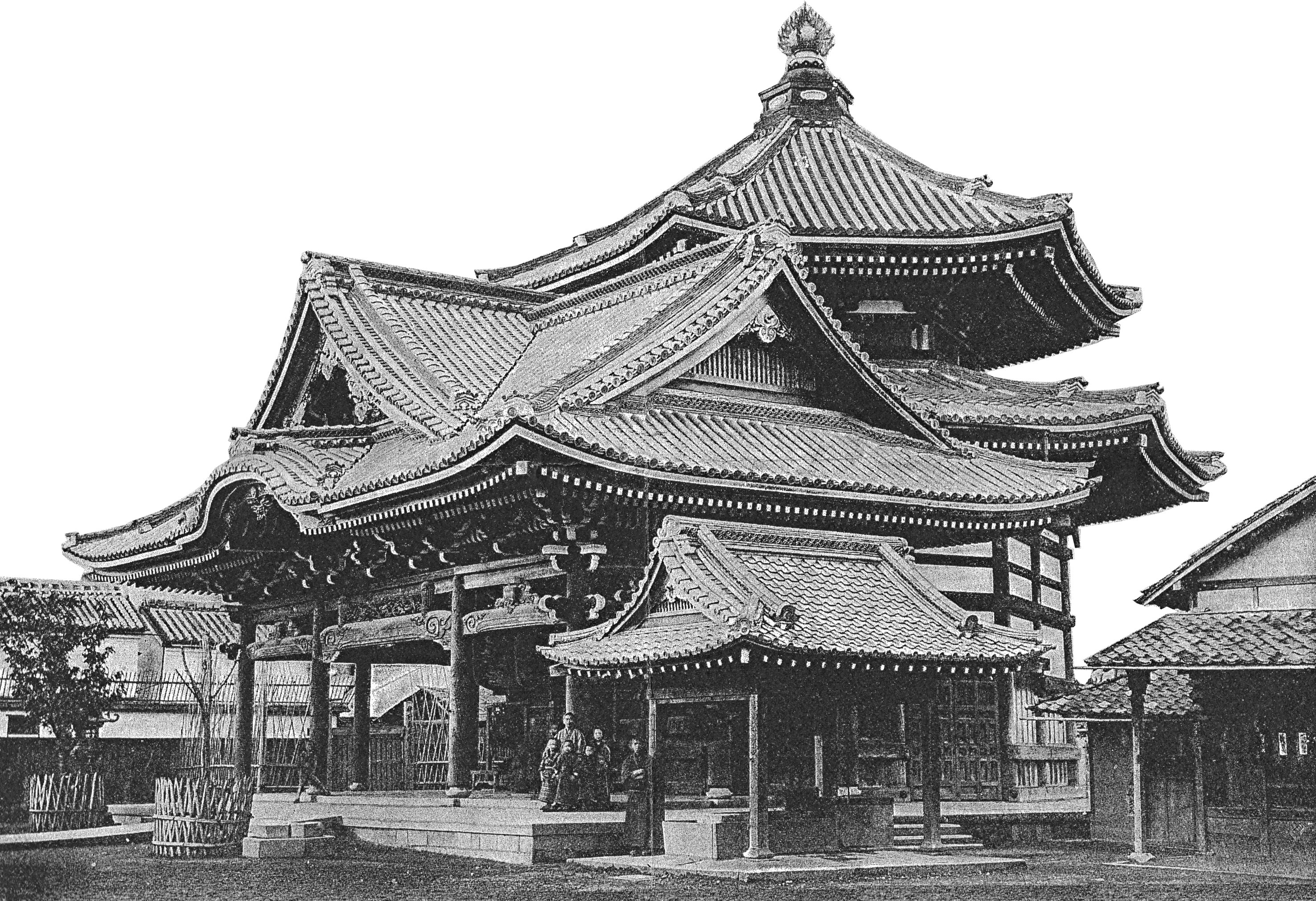
Rokkaku-dō vor 1915

Der Rokkaku-dō (japanisch 六角堂) ist ein buddhistischer Tempel im Stadtteil Nakagyō-ku der Stadt Kyōto in Japan. Der Tempelname bedeutet etwa sechseckige Halle und spielt auf die Form der Haupthalle des Tempels an.
Der offizielle Name des Tempels ist Chōhō-ji (頂法寺), der das Go Shiun-zan (紫雲山) führt. Der Tempel ist mit der Glaubensrichtung Tendai-shū assoziiert. Hauptbildnis des Tempels ist eine Statue der Kannon mit wunscherfüllendem Juwel. Der Rokkaku-dō ist der 18. Tempel des Saigoku-Pilgerweges (西国三十三箇所, Saigoku sanjūsankasho).

## Überblick
Der Tempelüberlieferung nach soll der Prinzregent Shōtoku 587 den Rokkaku-dō gründet haben. Erster Abt sei der pensionierte Diplomat Ono no Imoko gewesen sein. Als wahrscheinlicher gilt jedoch eine Gründung während der frühen Heian-Zeit.
Der Rokkaku-do spielte eine große Rolle bei der Entstehung der buddhistischen Glaubensrichtung Jōdo-Shinshū.
Ihr Stifter Shinran soll sich für hundert Tage in den Rokkaku-do zurückgezogen haben; am 95. Tag sei ihm Shōtoku im Traum erschienen und habe ihm empfohlen, Schüler des Mönches Hōnen zu werden.
Der Rokkaku-dō gilt als der Tempel, in dem Mönche zuerst Blumenarrangements als Tempelschmuck geschaffen haben. Daraus habe sich die Blumensteckkunst Ikebana entwickelt. Die Tempeltradition führt diese Kunst auf den ersten Abt Ono no Imoko zurück, der aufwendige Blumenarrangements auf seinen Missionen in China kennengelernt habe. Seine Hütte am See (池坊, Ike no bō) sei namensstiftend für die Ikenobō-Richtung des Ikebana gewesen. 1450 gründete Ikenobō Senkei im Rokkaku-dō die erste Ikebanaschule im eigentlichen Sinn.

## Anlage
Die hexagonale Rokkaku-dō (1 im Plan) ist die Haupthalle des Tempels. Nachdem die aus dem Jahr 1125 stammende Haupthalle durch einen Brand zerstört worden war, wurde 1877 das heutige Gebäude in ähnlichem Stil errichtet. Vor der Haupthalle steht die Rokkaku-Weide (六角柳; Grün im Plan). Im Norden steht ein kleiner hexagonaler Pavillon, die Taishi-dō (太子堂; 2), der Shōtoku Taishi gewidmet ist. Im Bereich das Abt- und Mönchsquartiers gibt es einen weiteren hexagonalen Pavillon die Shinran-dō (親鸞堂, 3), sie ist Shinran gewidmet. Im Eingangsbereich steht links ein kleiner Pavillon mit dem Namen Fudō-dō (不動堂).
In das Pflaster vor der Haupthalle ist der „Bauchnabel-Stein“ (へそ石, heso ishi) eingelassen. Nach einer legendären Überlieferung soll es ein Fundamentstein des ursprünglichen Tempels sein, der auch das Zentrum des mittelalterlichen Kyōto gebildet habe. Die heutige Lage des Tempelgebäudes wird damit begründet, dass Kannon einer kaiserlichen Bitte entsprach und das Gebäude durch ein Wunder weiter nach Norden versetzte.

## Tempelschätze
Zu den Tempelschätzen gehören ein aus Holz gefertigter, stehender Bishamon (木造毘沙門天立像) aus der Heian-Zeit und ein Bild mit dem Titel „Blumenarrangement des Ikenobo Senkō“ (池坊専好立花図, Ikenobo Senkō rikka-zu). Beide sind als Wichtiges Kulturgut Japans registriert.

## Bilder

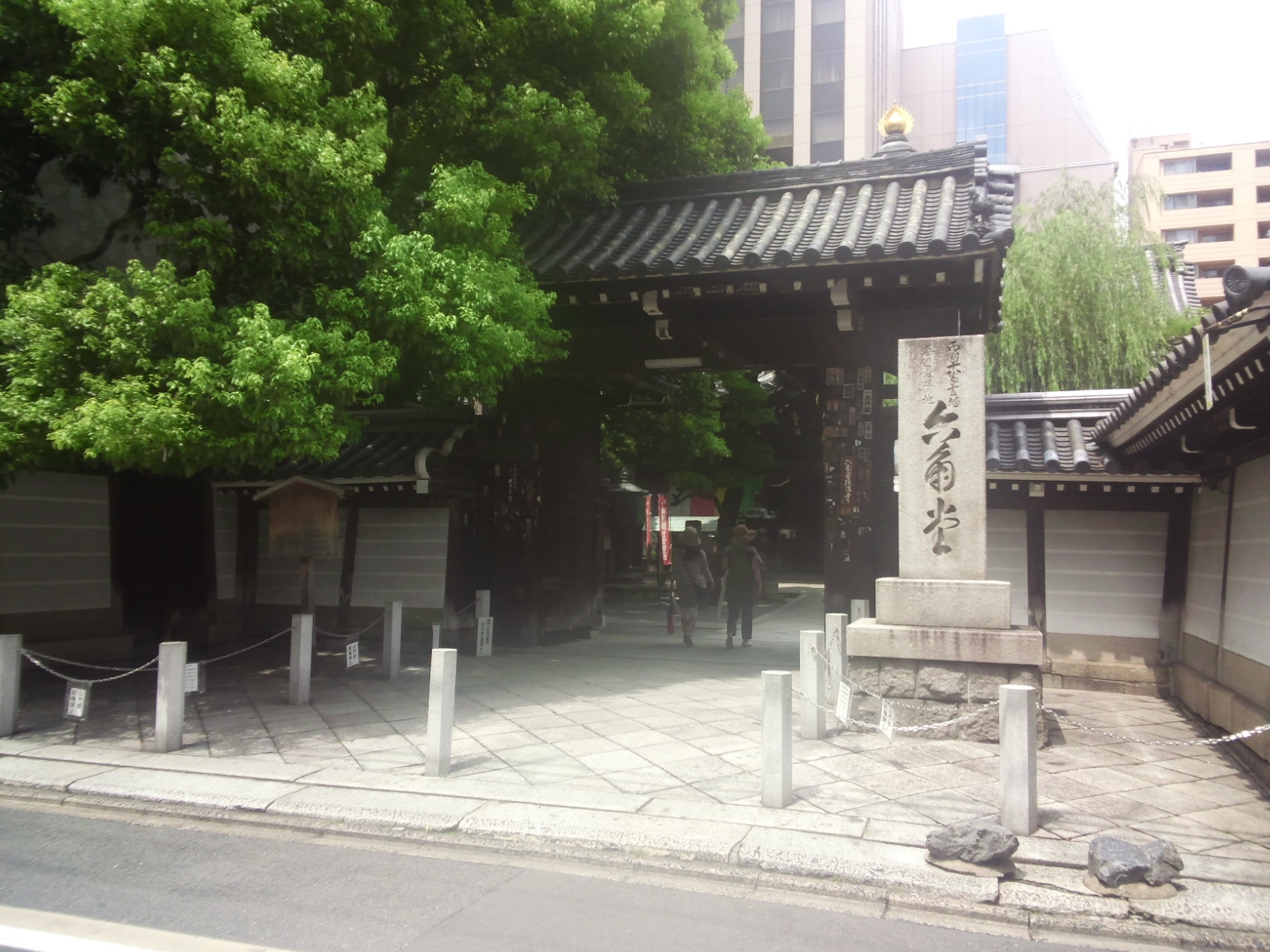
Eingang
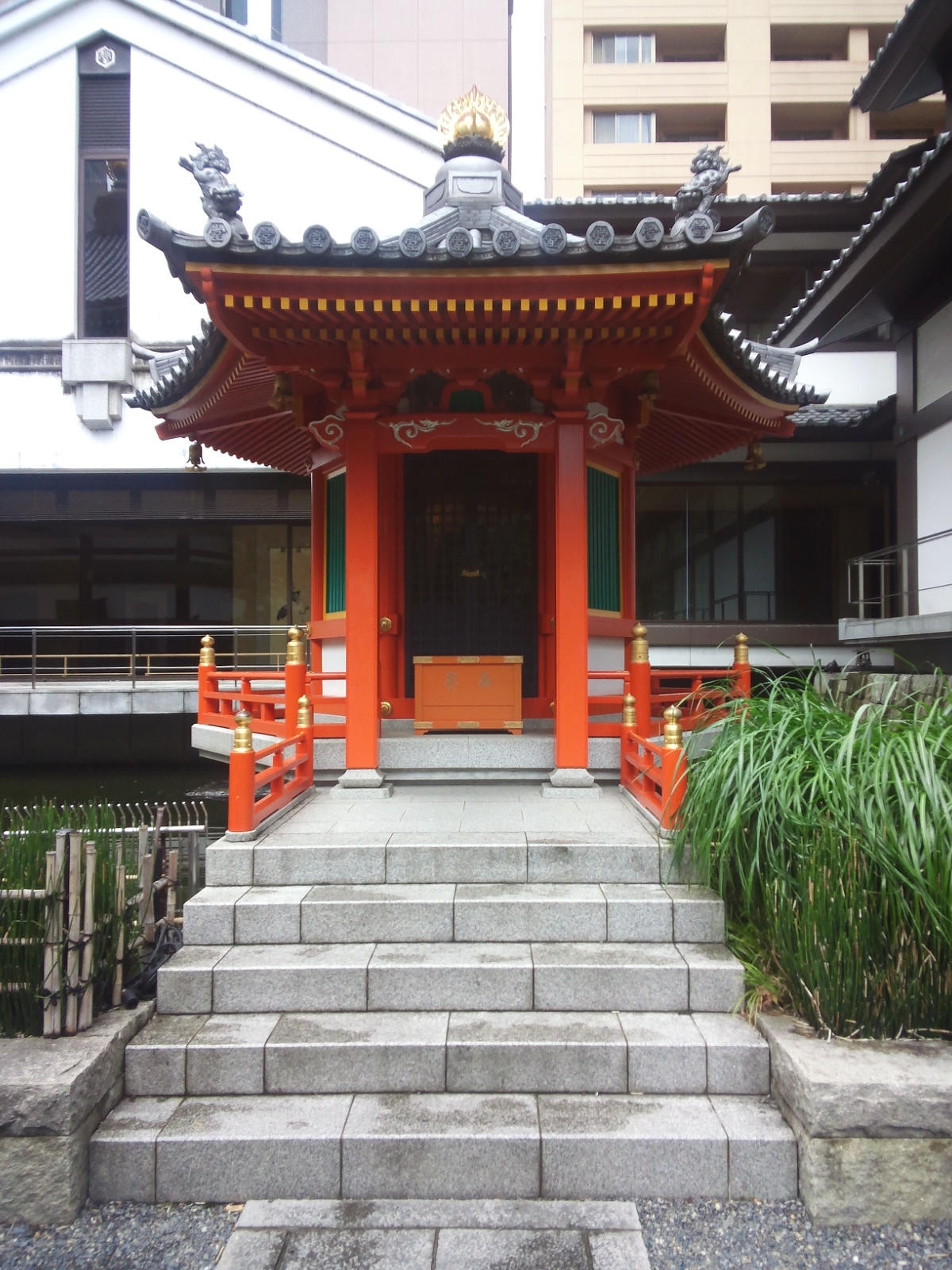
Taishi-dō
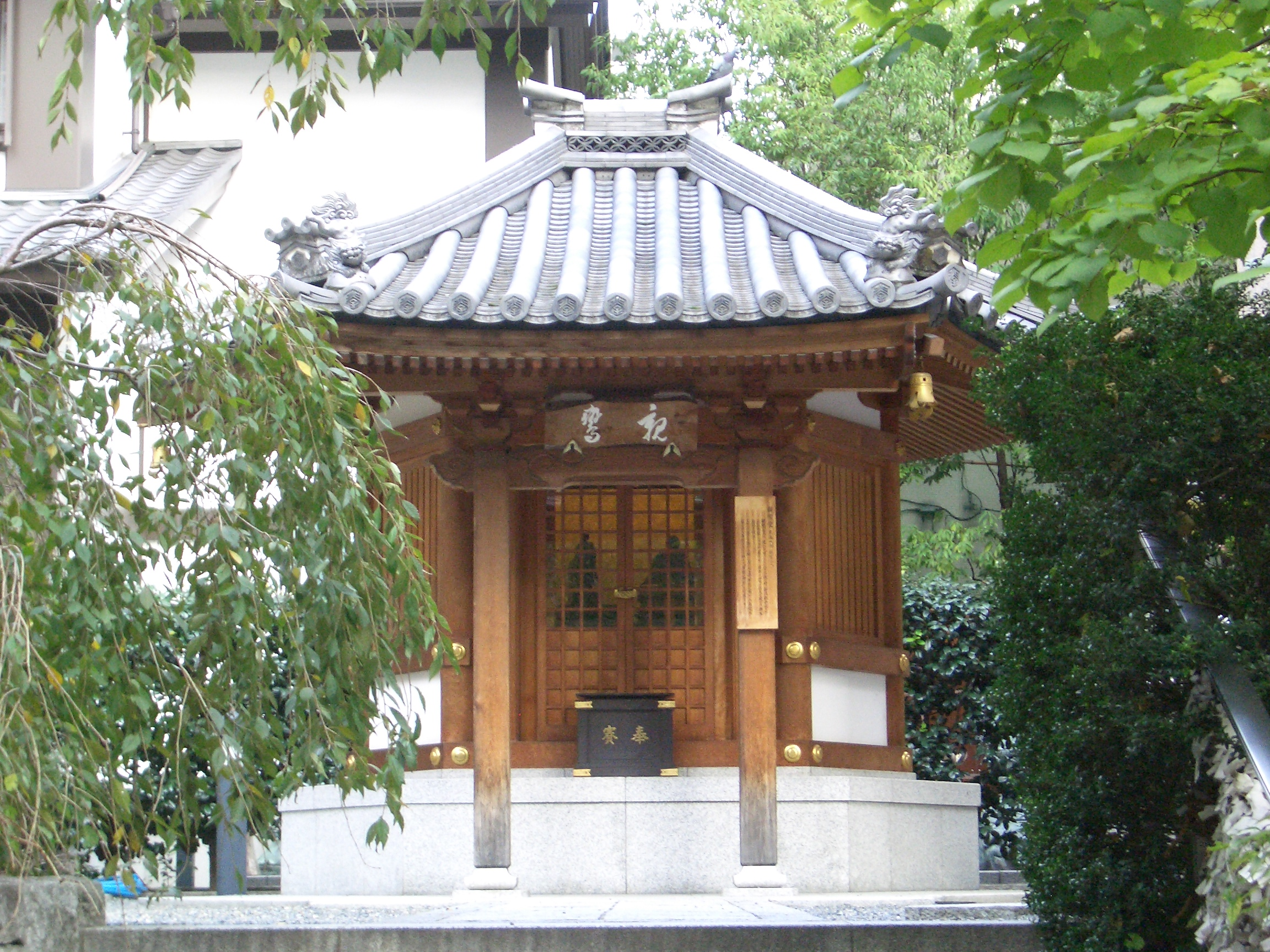
Shinran-dō
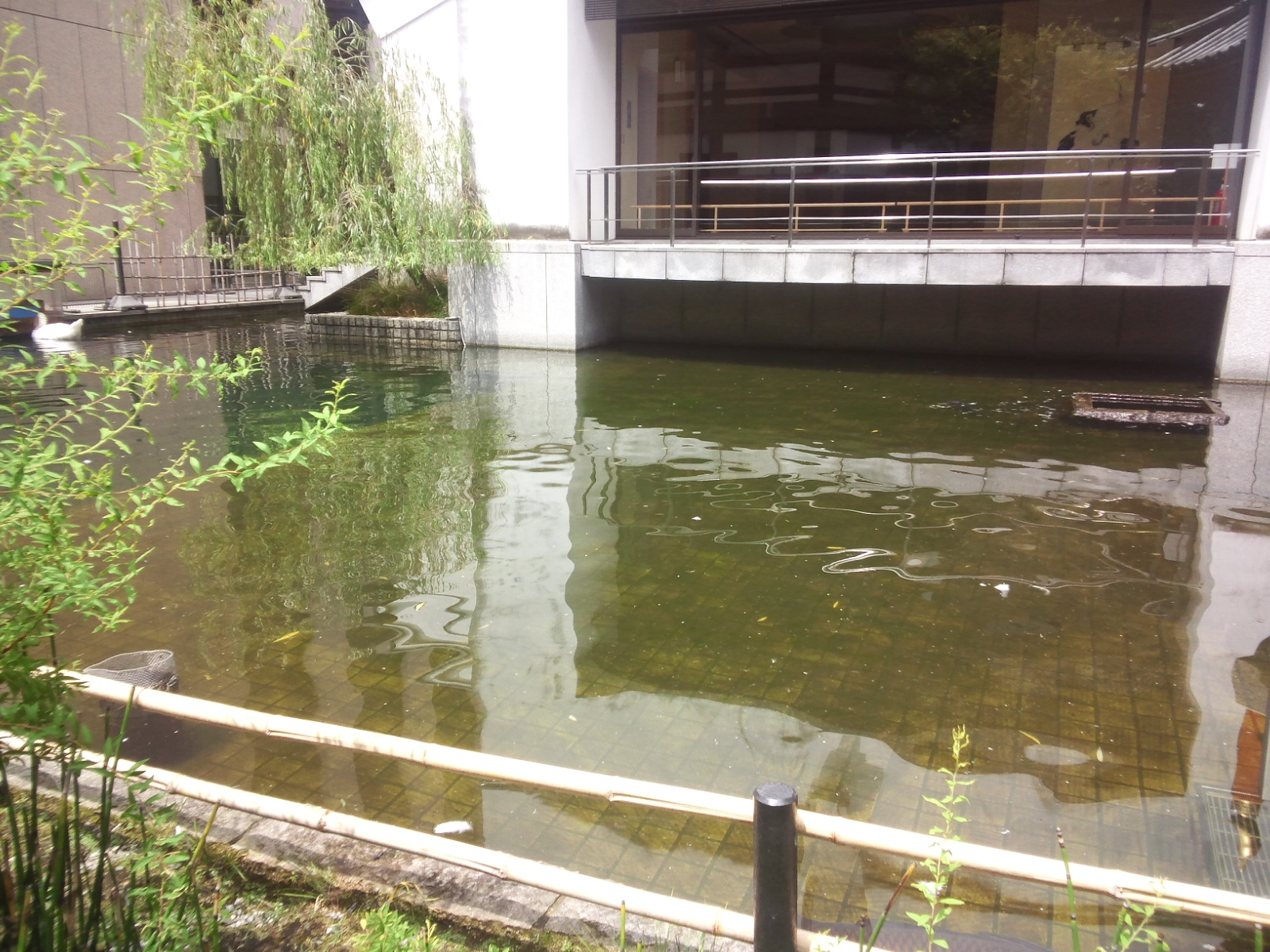
Reinigungsbad des Prinzen Shōtoku
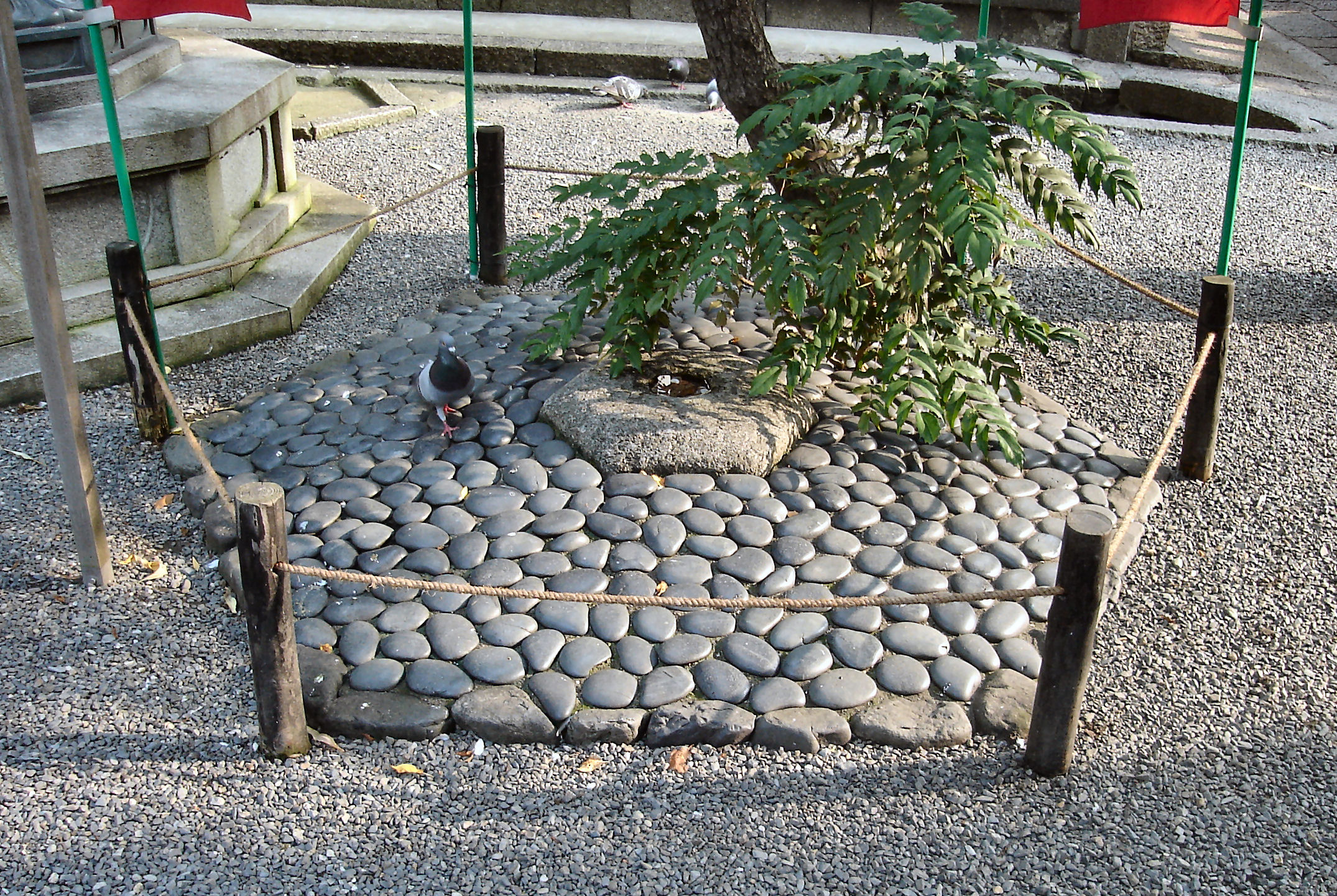
Nabel-Stein
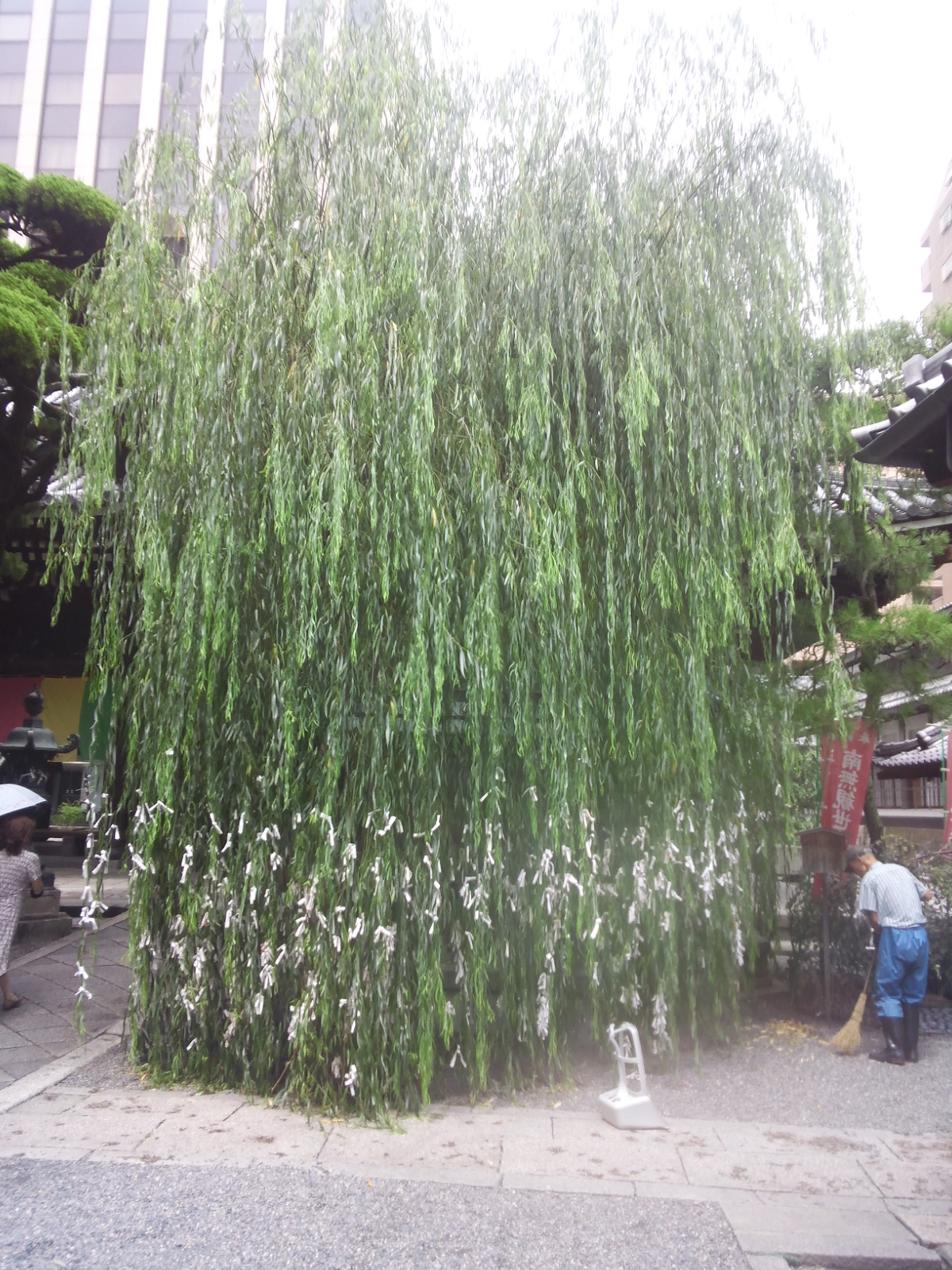
„Sechseck-Weide“
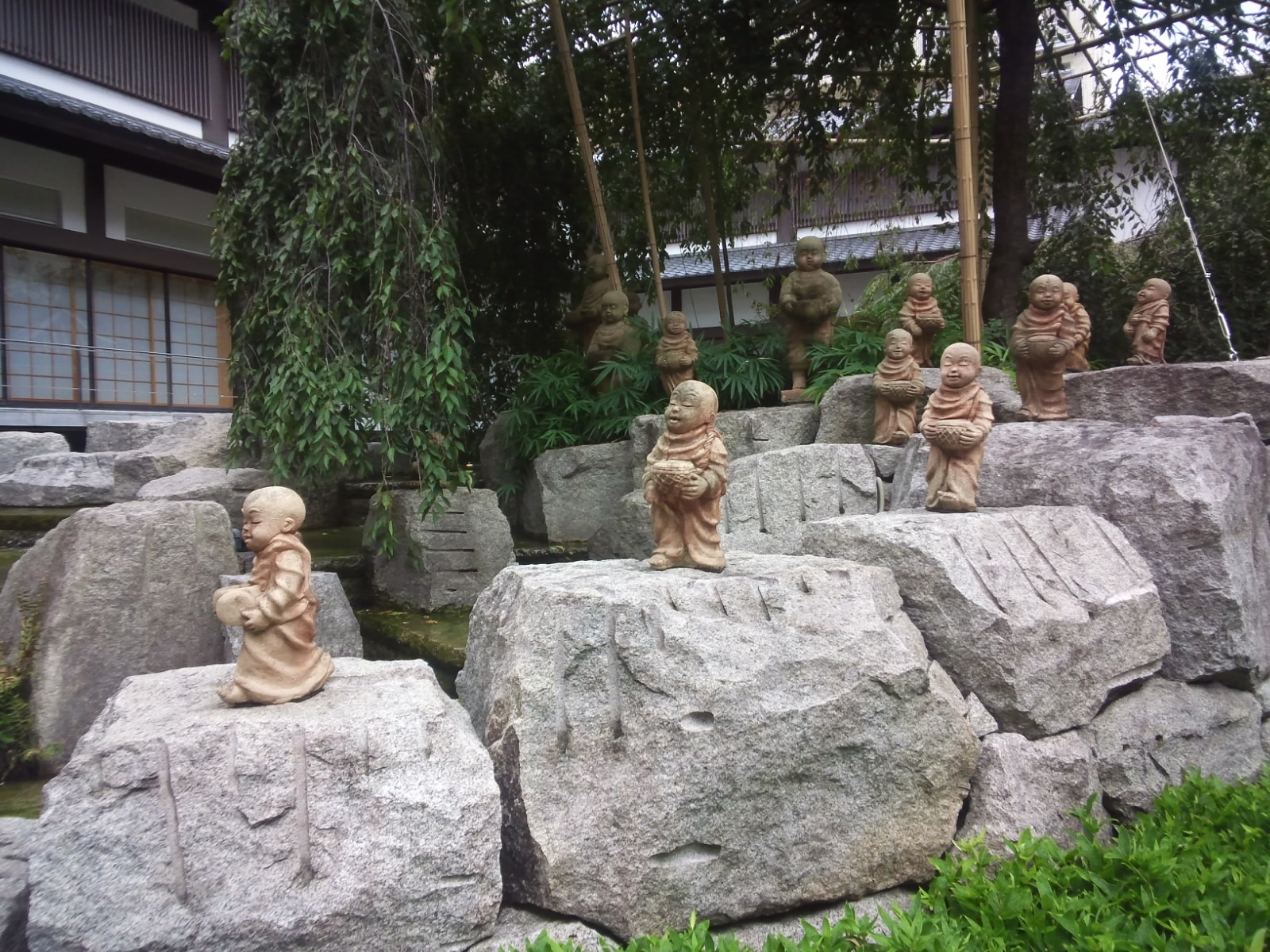
16 Arhat
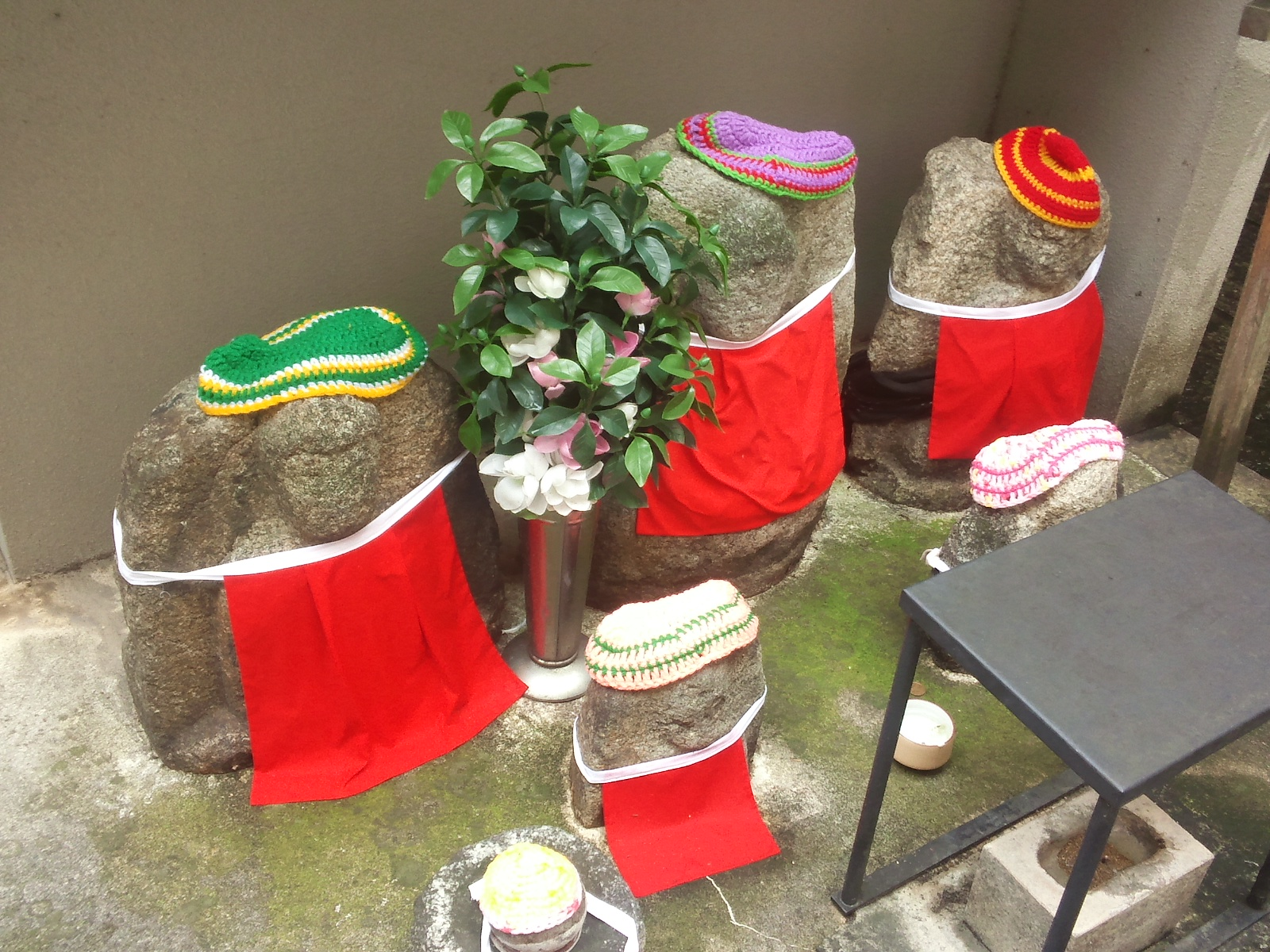
Jizō